# Eastern Counties Football League

Vùng bao phủ bởi Eastern Counties League được tô màu kem.

Eastern Counties Football League, hiện tại có tên là Thurlow Nunn League vì lý do tài trợ, là một giải đấu bóng đá Anh nằm ở cấp độ 9 và 10 của Hệ thống các giải bóng đá ở Anh. Hiện tại giải đấu bao gồm các câu lạc bộ ở Norfolk, Suffolk, Bắc Essex và Đông Cambridgeshire, là giải đấu góp đội cho Division One North của Isthmian League.

## Lịch sử

### Sự thành lập
Trong phần đầu của thế kỉ 20, có rất nhiều giải đấu bao phủ East Anglia, gồm Norfolk & Suffolk League, East Anglian League, Essex & Suffolk Border League và Ipswich & District League, trong khi một số đội bóng lớn hơn (gồm Ipswich Town và Cambridge Town) chơi ở Southern Amateur League. Có nhiều đề nghị thành lập một giải đấu bao phủ cả khu vực từ đầu thập niên 1900, và ngày càng tăng lên sau khi Norwich City lên chơi ở Division Two của Football League năm 1934 và chứng kiến số lượng khán giả tăng đáng kể. Trong mùa giải 1934–35 có động thái mạnh ở Harwich và Ipswich về sự thành lập giải đấu và sau khi vận động,  'Meeting of Representatives of East Anglian Football Clubs' được tổ chức tại Picture House ở Ipswich ngày 17 tháng 2 năm 1935. 10 đội tham gia là Cambridge Town, Harwich & Parkeston và Ipswich Town từ SAL, Colchester Town và Crittall Athletic từ Spartan League, và Gorleston, Great Yarmouth Town, King's Lynn, Lowestoft Town,  Norwich CEYMS từ Norfolk & Suffolk League. Mặc dù Cambridge Town và Norwich CEYMS sau đó quyết định phản đối tham gia, 4 đội bóng khác được thêm vào là Bury Town, Thetford Town từ Norfolk & Suffolk League, Chelmsford City từ London League và Clacton Town từ Ipswich & District League.

### Những năm đầu
Mùa giải đầu tiên khởi tranh vào ngày 31 tháng 8 năm 1935 và kết thúc với việc Harwich và Lowestoft đứng đầu, mỗi điểm 26 điểm. Mặc dù Lowestoft có số bàn thắng trung bình tốt hơn, chức vô địch vẫn được quyết định bằng trận play-off ở Layer Road ngày 29 tháng 8 năm 1936. Trận đấu kết thúc với trận hòa 3–3 và hai đội là đồng vô địch, mỗi đội được phép giữ cúp trong vòng 6 tháng. Cuối mùa giải đầu tiên, Ipswich rút lui để tham gia Southern League và được thay thế bằng đội Dự bị của họ.
Cuối mùa giải 1936–37, xuất hiện nhiều lo ngại về sự tồn tại của giải đấu. Cả năm đội ở Essex gia nhập Essex County League, trong khi Thetford rời giải sau khi đứng cuối bảng, chỉ còn lại 6 câu lạc bộ. Tuy nhiên, 4 đội bóng mới (Colchester United Dự bị, Cromer, Newmarket Town và Norwich CEYMS) tham gia. Mùa giải sau đó, giải đấu mở rộng thành 13 câu lạc bộ khi có thêm 2 đội ở Essex gia nhập lại (Essex County League bị thất bại khi chỉ có 5 đội tham gia và không được tiếp tục).
Mùa giải 1939–40 khởi tranh từ 26 tháng 8, nhưng bị hủy bỏ sau khi Thế chiến thứ II bùng nổ. Khi chiến tranh kết thúc vào tháng 5 năm 1945, một cuộc họp được tổ chức vào cuối tháng 6 để xem xét giải đấu có được bắt đầu lại hay không. Tuy nhiên, một cuộc họp nữa vào ngày 28 tháng 7 quyết định rằng do có quá ít câu lạc bộ quyết định tiếp tục thi đấu bóng đá khi có nhiều đội không thể nhận cầu thủ và một số sân vận động bị các lực lượng vũ trang kiểm soát. Cuối cùng giải đấu tiếp tục từ mùa giải 1946–47 với 10 đội tham gia.

### Sự phát triển sau này
Trước khi mùa giải 1948–49 bắt đầu, giải đấu mở rộng thành 16 câu lạc bộ, hầu hết là các đội 'A' của 4 đội bóng London là Arsenal, Chelsea, Tottenham Hotspur và West Ham United. Mùa giải sau đó Gillingham Dự bị tham gia, trở thành câu lạc bộ từ vùng Kent đầu tiên thi đấu ở giải, (Dartford cũng đăng ký tham gia, nhưng bị từ chối). Năm 1951, giải đấu có thêm 1 đội bóng ở Cambridgeshire là Cambridge United, và ở mùa giải 1955–56, giải đấu có đến 20 câu lạc bộ, trong đó có 5 đội là đội Dự bị hoặc đội 'A'. Mặc dù năm 1964, có một số đội bóng rời giải khiến giải đấu chỉ còn 14 đội, số đội bóng lại tăng lên nhanh chóng và trở lại thành 18 đội hai năm sau đó. Năm 1976, giải đấu đổi tên thành Eastern League, nhưng 6 năm sau lại đổi về tên gốc. Giải đấu là một trong những giải đầu tiên được tài trợ bởi công ty ngoài khi mà, cuối thập niên 1970, nó được tài trợ bởi xã hội công trình địa phương Magnet and Planet, và Town and Country.  Gần đây, giải đấu được hỗ trợ bởi công ty cung cấp công trình Jewson, Ridgeons, và hiện tại là nhà tài trợ Thurlow Nunn.

### Mở rộng thành hai hạng đấu
Có nhiều cuộc bàn luân về việc thêm vào một hạng đấu thứ hai kể từ khi giải đầu thành lập, năm 1983 nó có vẻ đã trở thành sự thật. Tuy nhiên, sau đó bị hoãn lại bởi the Football Association với đề nghị của Essex Senior League. Ý tưởng này lại được tạo dựng nên ở mùa giải 1987–88 và một cuộc họp được tổ chức vào ngày 22 tháng 11 năm 1987. Giải đấu liên hệ với 21 câu lạc bộ tiềm năng, trong đó có 15 đội mong muốn tham gia. 4 đội tiếp theo được liên hệ và thêm đội bóng (Long Sutton Athletic) muốn biết thêm chi tiết. Cuối cùng 14 câu lạc bộ đồng ý tham gia giải đấu; 8 đội từ Peterborough & District League là (Downham Town, Huntingdon United, King's Lynn Dự bị, Ortonians, Somersham Town, Warboys Town và Yaxley – Parson Drove năm đó cũng đăng ký, nhưng bị từ chối), 3 đội từ Anglian Combination là (Diss Town, Fakenham Town, Wroxham) và 3 đội từ Essex & Suffolk Border League (Bury Town Dự bị, Hatfield Peverel and Little Oakley). Tất cả đều được chấp thuận trừ Hatfield Peveral và Little Oakley, vì họ có sân đấu không phù hợp, trong khi Ortonians sau đó rút lui khi gặp khó khăn trong việc đưa đội Dự bị và đội 'A' của họ vào Peterborough & District League. Mildenhall Town từ Cambridgeshire League và Ipswich Wanderers từ Ipswich Sunday League sau đó được mời tham gia, trong khi Halstead Town được thuyết phục để chuyển từ Essex Senior League sau sự rút lui của Ortonian, cho phép hạng đấu mới Division One gồm 14 câu lạc bộ khởi tranh từ mùa giải 1988–89.

### Bổ sung Division One South
Vào ngày 3 tháng 10 năm 2017, Hiệp hội bóng đá phê chuẩn việc thành lập một giải đấu Bậc 6 (cấp 10) mới trong giải đấu, Division One South, bắt đầu thi đấu từ mùa giải 2018–19. Nó bao gồm các đội còn lại của Essex, cũng như Đông London, một phần Bắc London và phía đông Hertfordshire nhằm mục đích cho phép thăng hạng lên Essex Senior League và xuống hạng ở Essex Olympian League.

## Các Câu lạc bộ hiện tại
| Premier Division - Brantham Athletic - FC Clacton - Fakenham Town - Felixstowe & Walton United - Godmanchester Rovers - Gorleston - Hadleigh United - Haverhill Rovers - Ipswich Wanderers - Kirkley & Pakefield - Long Melford - Mildenhall Town - Newmarket Town - Norwich United - Saffron Walden Town - Stanway Rovers - Swaffham Town - Thetford Town - Walsham-le-Willows - Whitton United | Division One - AFC Sudbury Dự bị - Braintree Town Dự bị - Cornard United - Debenham LC - Dereham Town Dự bị - Diss Town - Downham Town - Ely City - Great Yarmouth Town - Halstead Town - Haverhill Borough - King's Lynn Town Dự bị - Leiston Dự bị - March Town United - Needham Market Dự bị - Stowmarket Town - Team Bury - Wivenhoe Town - Woodbridge Town |

### Các Câu lạc bộ cũ
66 câu lạc bộ từng chơi ở Eastern Counties League, gồm nhiều đội Dự bị và đội 'A'. Giới hạn địa lý của giải đấu trước đây kéo dài từ Gillingham ở Kent về phía Nam đến Boston ở Lincolnshire về phía Bắc và Eynesbury ở Cambridgeshire về phía Đông. Những năm 1940 và 1950 có đến 4 đội 'A' đến từ London.
| - A.F.C. Sudbury (1999–2006)¹ - Arsenal 'A' (1948–55)² - Biggleswade Town (1955–63)² - Boston Town (1966–68)³ - Braintree Town (4 lần)¹ - Brightlingsea Regent (2011–14)1 - Brightlingsea United (1990–2002)² - Bungay Town (1963–64)² - Bury Town (3 lần)¹ - Bury Town Dự bị (1988–96)4 - Cambridge City Dự bị (6 lần)² - Cambridge Regional College (2006–14)2 - Cambridge United (1951–58)¹ - Cambridge United Dự bị (1959–60, 1978–79)² - Cambridge University Press (2010–2013) - Chatteris Town (1966–2001)² - Chelmsford (1935–37)² - Chelmsford City Dự bị (1938–63)² - Chelsea Dự bị (1948–53)² - Colchester Town (1935–37)² - Colchester United Dự bị (1937–59, 1976–88)² - Cromer (1937–1939)6 - Dereham Town (1998–2013)¹ - Eynesbury Rovers (1952–63)² | - Felixstowe Port & Town (1976–2000)5 - Fulbourn Institute (2005–06)² - Gillingham Dự bị (1949–54)² - Gothic (1963–78)² - Harwich & Parkeston (3 lần)² - Hertford Town (1972–73)¹ - Histon (1965–2000)¹ - Histon Dự bị (2000–2011)² - Holbeach United (1955–62)³ - Huntingdon United (1988–92)² - Ipswich Town (1935–36)¹ - Ipswich Town Dự bị (1936–38)¹ - Ipswich Town 'A' (1948–51)² - King's Lynn (1935–1939, 1948–54)³ - King's Lynn Dự bị (4 lần)³ - Leiston (2001–2011)¹ - Long Sutton Athletic (1988–95)² - Lowestoft Town (1935–2009)¹ - Maldon Town (1966–72, 1996–2004)¹ - Needham Market (1996–2010)¹ - Norwich CEYMS (1937–39)6 | - Norwich City Dự bị (1946–48)² - Norwich City 'A' (1949–58, 1963–75)² - Peterborough United Dự bị (1954–60, 1972–73)² - Romford Dự bị (1959–63)² - Saffron Walden Town (1974–84, 2004–11)² - Soham Town Rangers (1963–2008)¹ - Somersham Town (1988–2004)² - Southend United 'A' (1961–62)² - Spalding United (1955–60)² - St Neots Town (1969–73)³ - Sudbury Town (1955–90, 1997–99)5 - Sudbury Town Dự bị (1990–97)4 - Sudbury Wanderers (1991–99)5 - Tiptree United (1979–2009)³ - Tottenham Hotspur 'A' (1948–63)² - Warboys Town (1988–2004)² - Watton United (1986–2000)² - West Ham United 'A' (1948–56)² - Wisbech Town (3 lần) - Wroxham (1988–2012) - Yaxley (1988–92)² |

¹ Lên thi đấu ở  Isthmian League hoạc Southern League
² Rút khỏi giải đấu
³ Chuyển sang giải đấu khác cùng cấp độ
4 Được thay thế bởi đội hình chính
5 Hợp nhất để tạo thành đội bóng mới
6 Không trở lại sau Thế chiến thứ II

### Các đội bóng từ chối
Từ khi thành lập năm 1935 và theo cơ cấu lên xuống hạng giữa ECL và các giải đấu góp đội năm 1983, nhiều câu lạc bộ đăng ký tham gia Eastern Counties League nhưng bị từ chối, hoặc được giải đấu mời nhưng lại từ chối. Các đội bóng bao gồm:
| Đăng ký tham gia nhưng bị từ chối - Chingford Town (1948) - Dagenham (1949) - Dagenham Town (1950) - Dartford (1949) - Exning Town (1959) - Hoddesdon Town (1974) - Hoffman Athletic (1938) - Letchworth (1953) - Luton Town 'A' (1949, 1950) - RAFFC (1937) - Rushden Town (1954) - Queens Park Rangers 'A' (1948) - Sheringham (1937) - Stevenage Athletic (1974) - Tunbridge Wells (1954) | Được giải đấu mời nhưng từ chối - Brentford 'A' (1947, 1948) - Charlton Athletic 'A', (1948) - Fulham 'A' (1948) - Leyton Orient 'A' (1947) |

## Nhà vô địch
Các nhà vô địch của giải đấu như sau:
| Mùa giải | Premier Division                           | Division One                       | League Cup                         |
| -------- | ------------------------------------------ | ---------------------------------- | ---------------------------------- |
| 1935–36  | Harwich & Parkeston/Lowestoft Town (joint) |                                    | Harwich & Parkeston                |
| 1936–37  | Crittall Athletic                          |                                    | Harwich & Parkeston                |
| 1937–38  | Lowestoft Town                             |                                    | Great Yarmouth Town                |
| 1938–39  | Colchester United Dự bị                    |                                    | Lowestoft Town                     |
| 1939–46  | No competition due to World War II         | No competition due to World War II | No competition due to World War II |
| 1946–47  | Chelmsford City Dự bị                      |                                    | Colchester United Dự bị            |
| 1947–48  | Chelmsford City Dự bị                      |                                    | Colchester United Dự bị            |
| 1948–49  | Chelmsford City Dự bị                      |                                    | Tottenham Hotspur 'A'              |
| 1949–50  | Tottenham Hotspur 'A'                      |                                    | Chelsea 'A'                        |
| 1950–51  | Gillingham Dự bị                           |                                    | Wisbech Town                       |
| 1951–52  | Gillingham Dự bị                           |                                    | Gillingham Dự bị                   |
| 1952–53  | Gorleston                                  |                                    | Colchester United Dự bị            |
| 1953–54  | King's Lynn                                |                                    | King's Lynn                        |
| 1954–55  | Arsenal 'A'                                |                                    | Lowestoft Town                     |
| 1955–56  | Peterborough United Dự bị                  |                                    | Gorleston                          |
| 1956–57  | Colchester United Dự bị                    |                                    | Peterborough United Dự bị          |
| 1957–58  | Tottenham Hotspur 'A'                      |                                    | Colchester United Dự bị            |
| 1958–59  | Colchester United Dự bị                    |                                    | Tottenham Hotspur 'A'              |
| 1959–60  | Tottenham Hotspur 'A'                      |                                    | Chelmsford City Dự bị              |
| 1960–61  | Tottenham Hotspur 'A'                      |                                    | March Town United                  |
| 1961–62  | Tottenham Hotspur 'A'                      |                                    | Bury Town                          |
| 1962–63  | Lowestoft Town                             |                                    | Abandoned due to severe weather    |
| 1963–64  | Bury Town                                  |                                    | Bury Town                          |
| 1964–65  | Lowestoft Town                             |                                    | Haverhill Rovers                   |
| 1965–66  | Lowestoft Town                             |                                    | Lowestoft Town                     |
| 1966–67  | Lowestoft Town                             |                                    | Lowestoft Town                     |
| 1967–68  | Lowestoft Town                             |                                    | Chatteris Town                     |
| 1968–69  | Great Yarmouth Town                        |                                    | Lowestoft Town                     |
| 1969–70  | Lowestoft Town                             |                                    | Sudbury Town                       |
| 1970–71  | Lowestoft Town                             |                                    | Wisbech Town                       |
| 1971–72  | Wisbech Town                               |                                    | Wisbech Town                       |
| 1972–73  | Gorleston                                  |                                    | Hertford Town                      |
| 1973–74  | Sudbury Town                               |                                    | Clacton Town                       |
| 1974–75  | Sudbury Town                               |                                    | Great Yarmouth Town                |
| 1975–76  | Sudbury Town                               |                                    | Lowestoft Town                     |
| 1976–77  | Wisbech Town                               |                                    | Sudbury Town                       |
| 1977–78  | Lowestoft Town                             |                                    | Lowestoft Town                     |
| 1978–79  | Haverhill Rovers                           |                                    | Cambridge City Dự bị               |
| 1979–80  | Gorleston                                  |                                    | Ely City                           |
| 1980–81  | Gorleston                                  |                                    | Great Yarmouth Town                |
| 1981–82  | Tiptree United                             |                                    | Tiptree United                     |
| 1982–83  | Saffron Walden Town                        |                                    | Sudbury Town                       |
| 1983–84  | Braintree Town                             |                                    | Lowestoft Town                     |
| 1984–85  | Braintree Town                             |                                    | Tiptree United                     |
| 1985–86  | Sudbury Town                               |                                    | Tiptree United                     |
| 1986–87  | Sudbury Town                               |                                    | Sudbury Town                       |
| 1987–88  | March Town United                          |                                    | Braintree Town                     |
| 1988–89  | Sudbury Town                               | Wroxham                            | Sudbury Town                       |
| 1989–90  | Sudbury Town                               | Cornard United                     | Sudbury Town                       |
| 1990–91  | Wisbech Town                               | Norwich United                     | Histon                             |
| 1991–92  | Wroxham                                    | Diss Town                          | Norwich United                     |
| 1992–93  | Wroxham                                    | Sudbury Wanderers                  | Wroxham                            |
| 1993–94  | Wroxham                                    | Hadleigh United                    | Woodbridge Town                    |
| 1994–95  | Halstead Town                              | Clacton Town                       | Wisbech Town                       |
| 1995–96  | Halstead Town                              | Gorleston                          | Halstead Town                      |
| 1996–97  | Wroxham                                    | Ely City                           | Harwich & Parkeston                |
| 1997–98  | Wroxham                                    | Ipswich Wanderers                  | Woodbridge Town                    |
| 1998–99  | Wroxham                                    | Clacton Town                       | Sudbury Wanderers                  |
| 1999-00  | Histon                                     | Tiptree United                     | Wroxham                            |
| 2000–01  | AFC Sudbury                                | Swaffham Town                      | Lowestoft Town                     |
| 2001–02  | AFC Sudbury                                | Norwich United                     | Clacton Town                       |
| 2002–03  | AFC Sudbury                                | Halstead Town                      | Wroxham                            |
| 2003–04  | AFC Sudbury                                | Cambridge City Dự bị               | Maldon Town                        |
| 2004–05  | AFC Sudbury                                | Ipswich Wanderers                  | Halstead Town                      |
| 2005–06  | Lowestoft Town                             | Stanway Rovers                     | AFC Sudbury                        |
| 2006–07  | Wroxham                                    | Walsham-le-Willows                 | Lowestoft Town                     |
| 2007–08  | Soham Town Rangers                         | Tiptree United                     | Needham Market                     |
| 2008–09  | Lowestoft Town                             | Newmarket Town                     | Leiston                            |
| 2009–10  | Needham Market                             | Great Yarmouth Town                | Needham Market                     |
| 2010–11  | Leiston                                    | Gorleston                          | Wisbech Town                       |
| 2011–12  | Wroxham                                    | Godmanchester Rovers               | Stanway Rovers                     |
| 2012–13  | Dereham Town                               | Cambridge University Press         | Wisbech Town                       |
| 2013–14  | Hadleigh United                            | Whitton United                     | Newmarket Town                     |
| 2014–15  | Norwich United                             | Long Melford                       | Norwich United                     |

## Kỉ lục

### Câu lạc bộ
- Tham gia lâu nhất: Great Yarmouth Town – 1935 (thành viên sáng lập) đến nay[3]
- Số khán giả tới xem nhiều nhất: 8,387 của King's Lynn đấu với Wisbech Town, 12 tháng 9 năm 1951[3]

### Trận đấu
- Ít trận thua trong một mùa giải nhất: Chelmsford City Dự bị – bất bại ở mùa giải 1946–47[3]
- Nhiều trận thắng trong một mùa giải nhất
  - Wroxham – thắng 34 trong 44 trận ở mùa giải 1996–97
  - Chelmsford City Dự bị – thắng 16 trong 18 trận ở mùa giải 1946–47 (tỉ lệ thắng 89%)[3]
- Ít trận thắng trong một mùa giải nhất: không thắng trận nào, Thetford Town (1936–37), Newmarket Town (1951–52), Eynesbury Rovers (1960–61), Chatteris Town (1989–90), Clacton Town (2005–06)[3]
- Nhiều trận thua trong một mùa giải nhất
  - Newmarket Town – thua cả 34 trận ở mùa giải 1951–52[3]
  - Clacton Town – thua 41 trong 42 trận ở mùa giải 2005–06[3]
- Nhiều trận hòa trong một mùa giải nhất: Watton United – hòa 19 trong 40 trận ở mùa giải 1989–90[3]
- Trận thắng đậm nhất: Lowestoft Town 19–0 Thetford Town, ngày 20 tháng 3 năm 1937[3]
- Trận thắng đậm nhất trên sân khách: Newmarket Town 0–12 Biggleswade Town, ngày 2 tháng 12 năm 1961[3]
- Chuỗi trận thắng dài nhất: 19 trận của Lowestoft Town từ 21 tháng 10 năm 1967 đến 13 tháng 4 năm 1968[3]
- Nhiều trận thắng từ đầu mùa giải nhất: 18 trận của Bury Town ở mùa giải 1963–64[3]
- Chuỗi trận bất bại dài nhất: 37 trận của Wisbech Town từ 30 tháng 4 năm 1983 đến 20 tháng 4 năm 1984[3]
- Chuỗi trận bất bại dài nhất từ đầu mùa giải: 34 trận của Wisbech Town ở mùa giải 1983–84[3]
- Chuỗi trận thua dài nhất: 39 trận của Newmarket Town từ năm 1951 đến năm 1959 (họ bỏ giải năm 1952 và trở lại năm 1959)[3]
- Nhiều trận không thắng nhất: 45 trận của Newmarket Town từ năm 1951 đến năm 1959[3]

### Bàn thắng
- Ghi nhiều bàn thắng trong một mùa giải nhất
  - Lowestoft Town ghi 157 bàn trong 34 trận ở mùa giải 1966–67 (4.62 bàn/trận)[3]
  - Chelmsford City Dự bị ghi 95 bàn trong 18 trận ở mùa giải 1946–47 (5.28 bàn/trận)[3]
- Thủng lưới ít bàn nhất một mùa giải: Norwich United – 19 bàn trong 36 trận (1990–91)[3]
- Ghi ít bàn thắng trong một mùa giải nhất
  - Thetford Town – 18 bàn trong 19 trận (1936–37), Haverhill Rovers – 18 bàn trong 36 trận (1975–76), March Town United – 18 bàn trong 32 trận (2000–01), Warboys Town – 18 bàn trong 36 trận (2002–03)[3]
  - Clacton Town – 20 bàn trong 42 trận ở mùa giải 2005–06[3]
- Thủng lưới nhiều bàn nhất: Chatteris Town – 208 bàn trong 40 trận ở mùa giải 1989–90[3]
- Ghi nhiều bàn trong một mùa giải nhất: 57 trong 30 trận của Mick Tooley (Lowestoft Town) ở mùa giải 1965–66[3]
- Ghi nhiều bàn thắng trong một trận đấu nhất: 9 bàn do Ivan Thacker của Lowestoft Town trong trận thắng 16–0 trước Bury Town ngày 28 tháng 12 năm 1935[3]
- Chuỗi ghi bàn liên tiếp trong các trận dài nhất: 18 bàn của Mick Tooley (Lowestoft Town) ở mùa giải 1965–66[3]